# Embassament pericardíac
Un embassament pericardíac és una acumulació anormal de líquid a la cavitat pericardíaca. El pericardi és una membrana de dues parts que envolta el cor: la membrana connectiva fibrosa externa i una membrana sèrica interna de 2 capes. Les 2 capes de la membrana serosa tanquen la cavitat pericardíaca ("espai") entre elles. Aquest espai pericardíac conté una petita quantitat de fluid, conegut com a fluid pericardíac. El fluid té normalment un volum de 15 a 50 ml. El pericardi, específicament el fluid pericardíac, proporciona lubricació, manté la posició anatòmica del cor al pit i també serveix de barrera per protegir el cor de la infecció i la inflamació dels teixits i òrgans adjacents.
Per definició, es produeix un embassament pericardíac quan el volum de fluid a la cavitat supera el límit normal. Alguns dels símptomes que presenten són la falta d'aire, la pressió/dolor toràcic i el malestar. Símptomes que seran més greus quan l'embassament és més important, produint-se un tamponament cardíac. Les etiologies importants dels embassaments pericardíacs són causes inflamatòries i infeccioses (pericarditis), neoplàstiques, traumàtiques i metabòliques. L'ecocardiograma, la TC i la ressonància magnètica són els mètodes més habituals de diagnòstic, tot i que la radiografia de tòrax i l'ECG també es realitzen en la majoria dels pacients. La pericardiocentesi pot ser tant diagnòstica com terapèutica (forma de tractament). A continuació, es detallen aquests temes en detall.